# Pałac w Budziwojowie
Pałac w Budziwojowie – wybudowany w XIX w. w Budziwojowie.

## Położenie
Pałac położony jest we wsi w Polsce, w województwie dolnośląskim, w powiecie legnickim, w gminie Chojnów.

## Historia
Obiekt jest częścią zespołu pałacowego, w skład którego wchodzą jeszcze: park; spichrz; dwa budynki mieszkalno-gospodarcze; dwie obory; dwie stodoły; aleja kasztanowców.